# Lijst van Migidae
De lijst van Migidae bevat alle wetenschappelijk beschreven soorten spinnen uit de familie van Migidae.

## Calathotarsus
Calathotarsus Simon, 1903
- Calathotarsus coronatus Simon, 1903
- Calathotarsus pihuychen Goloboff, 1991
- Calathotarsus simoni Schiapelli & Gerschman, 1975

## Goloboffia
Goloboffia Griswold & Ledford, 2001
- Goloboffia vellardi (Zapfe, 1961)

## Heteromigas
Heteromigas Hogg, 1902
- Heteromigas dovei Hogg, 1902
- Heteromigas terraereginae Raven, 1984

## Mallecomigas
Mallecomigas Goloboff & Platnick, 1987
- Mallecomigas schlingeri Goloboff & Platnick, 1987

## Micromesomma
Micromesomma Pocock, 1895
- Micromesomma cowani Pocock, 1895

## Migas
Migas L. Koch, 1873
- Migas affinis Berland, 1924
- Migas australis Wilton, 1968
- Migas borealis Wilton, 1968
- Migas cambridgei Wilton, 1968
- Migas cantuarius Wilton, 1968
- Migas centralis Wilton, 1968
- Migas cumberi Wilton, 1968
- Migas distinctus O. P.-Cambridge, 1879
- Migas gatenbyi Wilton, 1968
- Migas giveni Wilton, 1968
- Migas goyeni Wilton, 1968
- Migas hesperus Wilton, 1968
- Migas hollowayi Wilton, 1968
- Migas insularis Wilton, 1968
- Migas kirki Wilton, 1968
- Migas kochi Wilton, 1968
- Migas linburnensis Wilton, 1968
- Migas lomasi Wilton, 1968
- Migas marplesi Wilton, 1968
- Migas minor Wilton, 1968
- Migas nitens Hickman, 1927
- Migas otari Wilton, 1968
- Migas paradoxus L. Koch, 1873
- Migas plomleyi Raven & Churchill, 1989
- Migas quintus Wilton, 1968
- Migas sandageri Goyen, 1890
- Migas saxatilis Wilton, 1968
- Migas secundus Wilton, 1968
- Migas solitarius Wilton, 1968
- Migas taierii Todd, 1945
- Migas tasmani Wilton, 1968
- Migas toddae Wilton, 1968
- Migas tuhoe Wilton, 1968
- Migas variapalpus Raven, 1984

## Moggridgea
Moggridgea O. P.-Cambridge, 1875
- Moggridgea albimaculata Hewitt, 1925
- Moggridgea ampullata Griswold, 1987
- Moggridgea anactenidia Griswold, 1987
- Moggridgea australis Main, 1991
- Moggridgea breyeri Hewitt, 1915
- Moggridgea clypeostriata Benoit, 1962
- Moggridgea crudeni Hewitt, 1913
- Moggridgea dyeri O. P.-Cambridge, 1875
- Moggridgea eremicola Griswold, 1987
- Moggridgea intermedia Hewitt, 1913
- Moggridgea leipoldti Purcell, 1903
- Moggridgea loistata Griswold, 1987
- Moggridgea microps Hewitt, 1915
- Moggridgea mordax Purcell, 1903
- Moggridgea nesiota Griswold, 1987
- Moggridgea occidua Simon, 1907
- Moggridgea pallida Hewitt, 1914
- Moggridgea paucispina Hewitt, 1916
- Moggridgea peringueyi Simon, 1903
- Moggridgea pseudocrudeni Hewitt, 1919
- Moggridgea purpurea Lawrence, 1928
- Moggridgea pymi Hewitt, 1914
- Moggridgea quercina Simon, 1903
- Moggridgea rupicola Hewitt, 1913
- Moggridgea rupicoloides Hewitt, 1914
- Moggridgea socotra Griswold, 1987
- Moggridgea tanypalpa Griswold, 1987
- Moggridgea teresae Griswold, 1987
- Moggridgea terrestris Hewitt, 1914
- Moggridgea terricola Simon, 1903
- Moggridgea tingle Main, 1991
- Moggridgea verruculata Griswold, 1987
- Moggridgea whytei Pocock, 1897

## Paramigas
Paramigas Pocock, 1895
- Paramigas alluaudi (Simon, 1903)
- Paramigas andasibe Raven, 2001
- Paramigas goodmani Griswold & Ledford, 2001
- Paramigas macrops Griswold & Ledford, 2001
- Paramigas manakambus Griswold & Ledford, 2001
- Paramigas milloti Griswold & Ledford, 2001
- Paramigas oracle Griswold & Ledford, 2001
- Paramigas pauliani (Dresco & Canard, 1975)
- Paramigas pectinatus Griswold & Ledford, 2001
- Paramigas perroti (Simon, 1891)
- Paramigas rothorum Griswold & Ledford, 2001

## Poecilomigas
Poecilomigas Simon, 1903
- Poecilomigas abrahami (O. P.-Cambridge, 1889)
- Poecilomigas basilleupi Benoit, 1962
- Poecilomigas elegans Griswold, 1987

## Thyropoeus
Thyropoeus Pocock, 1895
- Thyropoeus malagasus (Strand, 1908)
- Thyropoeus mirandus Pocock, 1895